# Ralph Landau

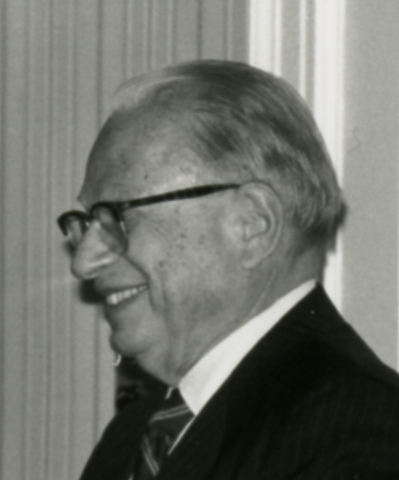
Ralph Landau

Ralph Landau (* 19. Mai 1916; † 6. April 2004) war ein US-amerikanischer Chemieingenieur und Unternehmer. Er gründete die Ingenieurfirma Scientific Design Corporation (später Halcon), die für die Petroindustrie arbeitete.

## Leben
Landau studierte Chemieingenieurwesen an der University of Pennsylvania (Bachelor-Abschluss 1937) und wurde 1941 am MIT promoviert. Danach arbeitete er für die Firma W. M. Kellogg (er leitete die Chemie-Abteilung der zu Kellogg gehörigen Kellex Corporation), die Gerätschaften und Verfahren für Ölraffinerien und die chemische Industrie entwickelte. Im Zweiten Weltkrieg war er in diesem Zusammenhang auch in Oak Ridge tätig um Anlagen zur Fluor-Herstellung für Uranhexafluorid bei der Uranverarbeitung und -anreicherung zu installieren. Nach dem Zweiten Weltkrieg gründete Landau mit dem Ingenieur Harry Rehnberg, den er aus Oak Ridge kannte, die Firma Scientific Design, die für die Petrochemische Industrie entwickelte. 
Als erstes entwickelten sie ein Verfahren zur Herstellung von Terephthalsäure, die zur Polyester-Herstellung verwendet wird. Sie stellten sie durch Oxidation von p-Xylol (Paraxylol) mit Brom als Katalysator her und verkauften das Verfahren an Standard Oil of Indiana (heute BP Amoco). Ein weiterer früher Erfolg war ein Verfahren (1962) zur Herstellung von Propylenoxid (Oxiran Verfahren), ein wichtiges Vorprodukt (für Polyole) der Polyurethan-Industrie, wobei sie sich mit Arco Chemical (heute zu BP Amoco) zusammentaten (Joint-Venture Oxirane). Scientific Design und seine Nachfolger (Halcon International) entwickelten viele weitere Verfahren der petrochemischen Industrie und planten Industrieanlagen weltweit. Landau wurde 1980 in die American Academy of Arts and Sciences aufgenommen.
1982 verkaufte er Halcon an die Texas Eastern Corporation und wandte sich einer akademischen Karriere zu. Er befasste sich mit dem ökonomischen und sozialen Umfeld technologischer Erneuerung an der Wirtschaftsfakultät der Stanford University und der Kennedy School of Government in Harvard.

## Ehrungen
1997 erhielt er als Erster die Othmer-Goldmedaille und 1985 als einer der Ersten die National Medal of Technology. Außerdem erhielt er den Founders Award des American Institute of Chemical Engineers, den Chemical Pioneer Award (1981), die Chemical Industry Medal und die Perkin Medal. Er war Mitglied der National Academy of Engineering und der American Philosophical Society.
Er war verheiratet und hatte eine Tochter.